# Pseudolithoxus
Pseudolithoxus is een geslacht van straalvinnige vissen uit de familie van de harnasmeervallen (Loricariidae).

## Soorten
- Pseudolithoxus anthrax (Armbruster & Provenzano, 2000)
- Pseudolithoxus dumus (Armbruster & Provenzano, 2000)
- Pseudolithoxus kelsorum Lujan & Birindelli, 2011
- Pseudolithoxus nicoi (Armbruster & Provenzano, 2000)
- Pseudolithoxus tigris (Armbruster & Provenzano, 2000)